# Dílo Vlasty Buriana
Vlasta Burian vytvořil rozsáhlé dílo.

## Literární tvorba
Vlasta Burian za svůj život napsal několik humoristických knížek:

### Autor knih
- Pohádky Vlasty Buriana I. díl (1927) – vydáno v: Praze, zapsali: E. Šimáček, J. Škrdlant
- Pohádky Vlasty Buriana II. díl (1928) – vydáno v: Praze, zapsali: E. Šimáček, J. Škrdlant
- Pohádky Vlasty Buriana pouze pro dospělé I. díl (1928) – vydáno v: Praze, zapsali: E. Šimáček, J. Škrdlant
- Pohádky Vlasty Buriana pouze pro dospělé II. díl (1928) – vydáno v: Praze, zapsali: E. Šimáček, J. Škrdlant
- Veselé vyprávění dětem (1941) – vydáno v: Praze, souborné vydání Pohádek Vlasty Buriana
- Jak jsem se stal Robinsonem – humoristický román
- Klub fotbalových panen aneb Mecenáš z Chicaga (1937) – vydáno v: Praze, nejdříve vyšlo v časopise Ahoj na neděli (1935)
- Vlasta Burian vypráví o sobě – Burian rozepsal své paměti, ty už však nedokončil…

### Model pro ilustrace
- Guliverovy cesty (1929) – Ilustrace: Burian stál modelem pro obrázky, kresby provedl Adolf Hoffmeister, vydal: Ladislav Hrnčíř v Praze

### Přispívání do časopisů
- Humoristické listy (1927 – 1929) – příspěvky: odpovídání na otázky čtenářů
- Koruna (1929) – příspěvky: do Společenského rádce
- Český film – příspěvky: různé
- Silvestr 1923 (1923) – příspěvky: např. Burianovy silvestrovské politické úvahy v roce 1923, aj.
- Magazín smích – příspěvky: různé
- Sborník Vlasty Buriana – příspěvky: různé
- Vlasta Burian má šedesát minut volno – příspěvky: různé
- A další…

### Přispívání do časopisů vydaných Burianovým divadlem
- Burianovo divadlo – příspěvky: různé
- Burianovo jeviště (1931 – 1932) – příspěvky: různé
- Program Divadla Vlasty Buriana (1932 – 1933) – příspěvky: různé
- Ozvěny Vlasty Buriana (1933 – 1934) – příspěvky: různé
- Přestávka Burianova divadla (1934 – 1936) – příspěvky: různé
- Divadlo Vlasty Buriana (1936 – 1942) – příspěvky: různé
- A další…

### Autor písniček a rozhlasových vystoupení
Burian byl autorem řady písniček a rozhlasových vystoupení (např.: Píseň Bohnická, Chuchajda, Můra, Automobilista, Aviatik, Italská opera, Burian ve škole nebo Hlasatel, aj.) Mimo to Burian se podílel na scénářích divadelních her, které se hrály v jeho divadle, vydaly se také knižně Hry Burianova Divadla. Rozepsal rovněž svoje paměti, ty už však nedokončil.

## Filmografie Vlasty Buriana
Burian točil téměř výhradně komedie, mnohé z nich byly vytvořeny podle divadelních představení, která hrál ve svém divadle, a ve kterých měl vždy hlavní roli. Některé z těchto filmů stály vlastně pouze na výkonu samotného Buriana, přesto byly a i nadále zůstávají oblíbeny.

### Herecké role
- Tu ten kámen aneb Kterak láskou možno v mžiku vzplanout třeba k nebožtíku, 1923; role: nápadník Fridolín (nedochoval se)
- Falešná kočička, 1926; role: Vendelín Pleticha
- Lásky Kačenky Strnadové, 1926; role: čeledín Vincek Kroutil
- Milenky starého kriminálníka, 1927; role: Cyril Pondělíček a kriminálník Alois Kanibal
- C. a k. polní maršálek, 1930; role: rytmistr v penzi (setník) František Procházka, falešný C. a k. polní maršálek a Napoleon
- K. und K. Feldmarschall, 1930; role: rytmistr v penzi (setník) František Procházka, falešný C. a k. pol. Maršálek a Napoleon (česko – německý)
- On a jeho sestra, 1931; role: pošťák (listonoš) Jaroslav (Jarda) Brabec
- Er und seine Schwester, 1931; role: pošťák (listonoš) Jaroslav (Jarda) Brabec (česko – německý)
- To neznáte Hadimršku, 1931; role: vrchní revident Popelec Hadimrška
- Unter Geschäftsaufsicht, 1931 (Wehe, wenn er losgelassen); role: vrchní revident Popelec Hadimrška (česko – německý)
- Lelíček ve službách Sherlocka Holmese, 1932; role: František Lelíček a portorický král Fernando XXIII.
- Funebrák, 1932; role: zaměstnanec pohřebního ústavu Vendelín Pleticha a falešný Boleslav Hnipírdo
- Anton Špelec, ostrostřelec, 1932; role: truhlář (výrobce hud. nástrojů), člen gardy ostrostřelců Antonín(Toník) Špelec a jeho bratr Rudolf Špelec
- Pobočník Jeho Výsosti, 1933; role: pobočník korunního prince a nadporučík/rytmistr Alois Patera
- Der Adjutant seiner Hoheit, 1933; role: pobočník korunního prince a nadporučík/rytmistr Alois Patera (česko – německý)
- Dvanáct křesel, 1933; role: holič Ferdinand Šuplátko (česko-polský; část se nedochovala)
- Revizor, 1933; role: úředník z Petrohradu Ivan Alexandrovič Chlestakov a falešný revizor
- U snědeného krámu, 1933; role: rytmistr Kyliján
- Hrdinný kapitán Korkorán, 1934; role: kapitán Adam Korkorán a falešný korvetní kapitán
- Nezlobte dědečka, 1934; role: Eman Pípa, falešný mladší strýc Jonáš a starší falešný strýc Jonáš
- Hrdina jedné noci, 1935; role: krejčí a rytíř Florián Svíčička
- Held einer Nacht, 1935; role: krejčí a rytíř Florián Svíčička (česko-německý)
- Tři muži na silnici (slečnu nepočítaje), 1935; role: hrál sám sebe (krátkometrážní – krátký – reklama)
- Tři vejce do skla, 1937; role: detektiv Vincenc Babočka, bankovní podvodník Leon Weber
- Ducháček to zařídí, 1938; role: ředitel advokátní kanceláře Jan Damián Ducháček
- Proroctví slepého mládence, 1938; role: slepý mládenec – Vlasta Burian (krátkometrážní – krátký – Čs.filmový týdeník)
- U pokladny stál..., 1939; role: ošetřovatel Kryštof Rozruch a nepravý primář Leon Marek
- Ulice zpívá, 1939; role: klaun Silvanea, zpěvák a hráč na harmoniku Emil Beruška (režie: Vlasta Burian)
- Katakomby, 1940; role: oficiál a karetní velmistr Borman
- Když Burian prášil / Baron Prášil, 1940; role: baron Archibald Prášil
- Přednosta stanice, 1941; role: roznašeč letáků a černý pasažér Ťopka a nepravý přednosta stanice Anatol Jelen
- Provdám svou ženu, 1941; role: soukromý doc. botaniky Blahomrav Ducánek a falešný Josef Hlaváček
- Ryba na suchu, 1942; role: převozník, majitel půjčovny lodí, záchranář a hrdina František Ryba
- Zlaté dno, 1942; role: majitel papírnictví a příručí Cyril Putička
- Slepice a kostelník, 1950; role: kostelník a ministrant Josef Kodýtek
- Dva mrazíci, 1954; role: ustrašený mrazík (hlas – dabing, krátkometrážní – krátký; animovaný)
- Nejlepší člověk, 1954; role: C. a k. poštmistr Čeněk Plíšek
- Byl jednou jeden král..., 1954; role: rádce Atakdále
- Muž v povětří, 1955; role: „sirkář,“ vynálezce a pyrotechnik Silvestr Čáp
- Zaostřit, prosím!, 1956; role: účetní Dušek

### Sestřihy
- Kolotoč humoru, 1954; sestřih nejlepších rolí z archívu
- Vlasta Burian, 1958; sestřih nejlepších rolí z archívu
- Král komiků (film), 1963; sestřih nejlepších rolí z archívu, natočeno po smrti Vlasty Buriana
- Portrét krále komiků, 1987; sestřih nejlepších rolí z archívu, dokument, natočeno po smrti Vlasty Buriana
- Vlasta Burian, 2001; sestřih nejlepších rolí z archívu, vzpomínky kolegů a pamětníků, natočeno po smrti Vlasty Buriana

### Náměty
- Funebrák, 1932; námět: Vlasta Burian spolu s Jiřím Drémanem a Emilem Arturem Longenem

### Režie
- Ulice zpívá, 1939; režie: Vlasta Burian spolu s Čeňkem Šléglem a Ladislavem Bromem

### Zpěvák
- C. a k. polní maršálek, 1930; píseň: „C. a k. polní maršálek“
- K. und K. Feldmarschall, 1930; píseň: „C. a k. polní maršálek“
- On a jeho sestra, 1931; píseň: „Růžové psaníčko“
- Er und seine Schwester, 1931; píseň: „Růžové psaníčko“
- To neznáte Hadimršku, 1931; píseň: „To neznáte Hadimršku,děvčata“ , „Mě koupali co děcko v horké lázni“
- Unter Geschäftsaufsicht, 1931; (Wehe, wenn er losgelassen), píseň: „To neznáte Hadimršku, děvčata“ , „Mě koupali co děcko v horké lázni“
- Lelíček ve službách Sherlocka Holmese, 1932; písně: „Píseň o Rositě“ („Rosita, Rosita, lásko moje skrytá“), portorická hymna („Zachovej nám, Hospodine, Fernanda a zem“)
- Funebrák, 1932; „Jak různí národové dělají zvyky a obyčeje o svatbě“
- Anton Špelec, ostrostřelec, 1932; píseň: „Píseň o medajli“ („Anton Špelec, ostrostřelec,…“), „Špelec zpívá o svém pohřbu“ („Kdybych měl flintu,tak začnu střílet“)
- Pobočník Jeho Výsosti, 1932; píseň: „Zahrajte mi horny“ („Píseň regimentu“)
- Der Adjutant seiner Hoheit, 1933; píseň: „Zahrajte mi horny“ („Píseň regimentu“)
- Dvanáct křesel, 1933; „Komu se nelení“
- Revizor, 1933; píseň: „To u nás v Petrohradě“
- U snědeného krámu, 1933; píseň: „In Italien“
- Hrdinný kapitán Korkorán, 1934; píseň: „Kapitán Korkorán“
- Nezlobte dědečka, 1934; píseň: „Dobrou noc – Gúd Najt“ („Já rad játra, ty rád játra“)
- Hrdina jedné noci, 1935; písně: „Píseň o strašidlech“, „Přijď má milá na šálek tymiánu“
- Held einer Nacht, 1935; písně: „Píseň o strašidlech“, „Přijď má milá na šálek tymiánu“
- Tři vejce do skla, 1937; píseň: „Oči černé“ („Pro vás bych chtěl ležet v truhle,…“), „Já neříkám tak ani tak“, „Pozvala mě jedna kněžna“
- Proroctví slepého mládence, 1938; píseň: „Proroctví slepého mládence“ – popěvek
- U pokladny stál..., 1939; báseň (balada,píseň): „Balada o deliriu tremens“
- Ulice zpívá, 1939; „Ukolébavka“ („Neplakej malinký,…“), „Ulice zpívá“ („Tu starou písničku zpívá celá naše ulice“)
- Katakomby, 1940; písně: „Z kocourkovštích luhů a hájů“
- Přednosta stanice, 1941; píseň: „Přednosta stanice“
- Ryba na suchu, 1942; píseň: „Převoznická“ („Převozník u vesel“)
- Nejlepší člověk, 1954; báseň (óda,píseň): „Ódu jednu, na pětickou,na rozhlednu“
- Byl jednou jeden král..., 1954; píseň: „Atakdále vítá prince“ („Atakdále,to jsem já !!!“)
- Muž v povětří, 1955; písně: krátké ukázky ze slavných písní

## Divadelní role Vlasty Buriana
Zde je neúplný výčet rolí V. Buriana, rolí které hrál je víc:

### Vystupování v kabaretech a na divadelních scénách
- Opera (po r. 1909) – role: Zpěvák, autor: Vlasta Burian (hráno v kavárnách, kabaretech aj.)
- Řecko – římský zápas se židlí (po r. 1910) – role: Zápasník, autor: Vlasta Burian (časem zdokonalováno, hráno v kabaretech a i v roce 1944)
- Box (po r. 1912) – role: Boxer, autor: Vlasta Burian (hráno v kavárnách, kabaretech aj.)
- Italská opera (1914) – role: Zpěvák, autoři: Vlasta Burian a Dalibor Pták (hráno v kabaretech a na zájezdových pódiích v letech 1914 – 1925 a 1950 – 1962)
- Muž s penkalou (1916) – role: Muž s penkalou, autor: Vlasta Burian (hráno v kabaretu Rokoko aj.)
- Národy (1916) – role: Zpěvák, autor: Vlasta Burian (hráno v Rokoku aj.)
- Hudební nástroje (1916) – role: Imitátor, autor: Vlasta Burian (hráno v Rokoku aj.)
- Přípitky (1916) – role: Imitátor, autor: Vlasta Burian (hráno v Rokoku aj.)
- ZOO (1916) – role: Imitátor, autor: Vlasta Burian (hráno v Rokoku aj.)
- Španělský balet (27. 8. 1916) – role: Číšník Josef, autor: Hlavatý (hráno ve Vinohradském divadle)
- Parodie kolegů (16. 1. 1917) – role: Parodista, autor: Vlasta Burian (hráno v Rokoku)
- Hrůzy války (16. 1. 1918) – role: Vypravěč, autor: Vlasta Burian (hráno v Rokoku)
- Na vysokém dubě čili Svatební košile (1918) – role: Recitátor, autor: Vlasta Burian (hráno v Rokoku, Červené sedmě a Lucerně
- Pouliční zpěváci (1. 4. 1918) – role: Zpěvák, autor: Vlasta Burian (hráno v Červené sedmě aj.)
- Nerozhodný volič (4. 5. 1918) – role: Volič, autor: Jiří Dréman (hráno v Červené sedmě
- Parodie (1. 4. 1919) – role: Parodista, autor: Vlasta Burian (hráno v Červené sedmě)
- Snoubenci (16. 5. 1919) – role: Milenec, autor: Hvížďálek (hráno v Červené sedmě)
- Úvahy telete (16. 6. 1919) – role: Přednášející, autor: J.Dréman, Jílovský (hráno v Červené sedmě)
- Burian – Zázračné dítě (7. 5. 1920) – role: Zázračné dítě, autor: Vlasta Burian (hráno v Bum)
- Kadlata (4. 2. 1921) – role: Vypravěč, autor: John (hráno v Červené sedmě)
- Vdovec (17. 3. 1921) – role: Vdovec, autoři: Vlasta Burian, K.Hašler (hráno v Rokoku a v Lucerně)
- Čehonové (22. 4. 1921) – role: Čehona, autoři: Karel Hašler a další (hráno v Lucerně)
- Černá ruka (16. 9. 1920) – role: Padouch, autoři: Karel Hašler a další (hráno v Lucerně)
- Burian – Pouze u nás (1. 10. 1920) – role: Vypravěč, autor: Vlasta Burian (hráno v Lucerně)
- Burian boxuje (1. 11. 1920) – role: Boxer, autor: Vlasta Burian (hráno v Lucerně)
- Veřejná soutěž pro filmování (22. 5. 1921) – role: Vypravěč, autor: Vlasta Burian (hráno v Revoluční scéně)
- Ach, ten tyátr! (17. 6. 1921) – role: Zpěvák, autoři: Vlasta Burian a Dalibor Pták (hráno v Revoluční scéně)
- Lumpacivagabundus (19. 6. 1921) – role: Švec Kneip (též Knejp), autor: Nestroy (hráno v Revoluční scéně, v Uranii, 4. 7. 1921 ve smíchovské Aréně aj.)
- Palackého třída 27 (24. 6. 1921) – role: Muchomír Kulíšek, autor: Šamberk (hráno v Revoluční scéně)
- Hloupý Honza v Pincgavské republice (25. 6. 1921) – role: Honza, autor: Emil Artur Longen (hráno v Revoluční scéně)
- § 733 – A – B – 00 (13. 7. 1921) – role: Obviněný, autor: Vlasta Burian (hráno v Revoluční scéně)
- Don Quijot de la Mancha (17. 7. 1921) – role: Don Quijote de la Mancha, autor: Emil Artur Longen (hráno v Revoluč. sc. a v Přírodním divadle v Šárce)
- Polovina (28. 8. 1921) – role: Přednašeč, autor: Vlasta Burian, Jiří Červený a Dalibor Pták (hráno v Červené sedmě)
- Mistr píše kus (15. 9. 1921) – role: Švec, autor: Mayerhoffer (hráno v Červené sedmě, pod pseudonymem Nina Vlastimilová zde hrála Burianova žena Nina B.)
- Svěcení praporu (4. 10. 1921) – role: Škrdle, veterán, skaut, autor: Vlasta Buran, Paul (hráno ve Varieté Parisien)
- Únos Sabinek (říjen – prosinec 1921) – role: Ředitel šmíry, autor: F. a P. Schönthan (hráno ve Švandově divadle, Burian hrál jako host – j.h.)
- Z Karlína do Bratislavy parníkem Lanna 8 za 365 dní (30. 12. 1922) – role: Mikulášek, autoři: Kisch, Jaroslav Hašek a Emil Artur Longen (hráno v Divadélku Adrie)
- Aviatik (1. 4. 1922) – role: Aviatik, autor: Vlasta Burian (hráno v Lucerně)
- Slaměný klobouk (10. 6. 1922) – role: Fadinard, autor: Evžen Labiche (hráno v Národním divadle, Burian hrál jako host – j.h.)
- Palackého třída (9. 1. 1923) – role: Muchomír Kulíšek, autor: Šamberk (hráno v Uranii, Burian hrál jako host – j.h.)
- Ubohý Feďa (24. 1. 1923) – role: Feďa (hráno v Rokoku, zde byl Burian od 1. 1. 1923 ředitelem)
- Slovácká princezna (25. 1. 1923) – role: ?, autoři:Piskáček,Slavík (hráno ve Vinohradské zpěvohře, Burian hrál jako host – j.h.)
- Burian v ráji (1. 2. 1923) – role: Přednášející, autor: Vlasta Burian (hráno v Rokoku)
- Batalion (15. 2. 1923) – role: Beznoska, autor. Šmíd (hráno v Rokoku)
- Dáma v bílém klobouku (16. 3. 1923) – role: Detektiv (hráno v Rokoku)
- Už mou milou… (Funebrák), (24. 8. 1923) – role: Funebrák, autor: Emil Artur Longen (hráno v Rokoku, film – Funebrák)
- Vyzvědačská aféra obršta Rédla (leden 1924) – role: Arcivévoda Viktor Salvátor, autor: Kisch (hráno v Rokoku, 12. 12. 1924 – 175 repríza!)
- Únos Sabinek aneb Trampoty divadelního ředitele (20. 3. 1924) – role: Švehla, ředitel šmíry, autoři: Schönthan, F. a P. (hráno ve Švandově divadle, Burian hrál jako host – j.h.)
- Mrtvý (8. 4. 1924) – role: ?, autor: Zavřel (hráno v Rokoku)
- Naši furianti (duben 1924) – role: Švec Habršperk, autor: Stroupežnický (hráno ve Švandově divadle, Burian hrál jako host – j.h.)
- Charleyova teta (duben – červen 1924) – role: Lord Babberley, autor: Brandon (hráno ve Švandově divadle, Burian hrál jako host – j.h.)
- Srážka vlaků (Čekatel bolestného), (květen 1924) – role: Čekatel, autoři: Vlasta Burian a Jiří Dréman (hráno v Rokoku, film – Funebrák)
- Kalhoty (15. 8. 1924) – role: ?, autor. Caillanet (hráno v Rokoku)
- Slaměný klobouk (4. 7. 1924) – role: Fadinard, autor: Evžen Labiche (hráno v Národním divadle, Burian hrál jako host – j.h., bylo 20 repríz)
- Boxerský zápas (16. 9. 1924) – role: Továrník Richard Rot, autor: František Zavřel (hráno ve Stavovském divadle – Národní divadlo, Burian hrál jako host – j.h.)
- Dostanem se tam? (19. 9. 1924) – role: ?, autor: Ferenc Futurista (hráno v Rokoku)
- Burianův zdravý nemocný (24. 10. 1924) – role: Werter, ošetřovatel na marodce, autoři:J. Richter, Sedláček (hráno v Rokoku)
- Král zlodějů (1. 12. 1924) – role: Zloděj, autor: Kisch (hráno v Rokoku)
- Z Prahy do Bratislavy za 365 dní (22. 12. 1924) – role: Mikulášek, autor: Jaroslav Hašek, Kisch (hráno v Rokoku)
- Desertér z Volšan (16. 3. 1925) – role: Nebožtík Balabis, autor: Emil Art.Longen (hráno v Rokoku)
- Děti v notesu (1. 4. 1925) – role: Baron, autoři: Burg, Taufelstein, Kautský (hráno v Rokoku, Burianovo poslední kabaretní představení bylo 29. 5. 1925, film – Baron Prášil / Když Burian prášil)
- Nezralé ovoce (18. 4. 1925) – role: Lord Steeple, autoři: Savoir, Gignoux, Théry, Maurey (hráno ve Stavovském divadle – Národní divadlo, Burian hrál jako host – j.h.)

### Vystupování vDivadle Vlasty Burianai na jiných scénách
- Neviditelný Vlasta Burian (1. 9. 1925) – role: Manžel, autoři: Vlasta Burian, Emil Artur Longen (zahajovací představení Divadla Vlasty Buriana – DVB v Adrii na Václavském náměstí)
- Pasák holek (15. 9. 1925) – role: Pepík (Josef) Sladký, autor: Kisch (hráno v DVB)
- František Ferdinand d'Este (4. 10. 1925) – role: Arcivévoda Bedřich, autor: Emil Art. Longen (DVB)
- Člověk v kleci (4. 11. 1925) – role: Opice, autor: Vegesack (DVB, režie: Vlasta Burian)
- Ich melde (4. 11. 1925) – role: Důstojnický sluha, autor: Havelka (DVB, režie: Vlasta Buriana)
- Člověk, zvíře a ctnost (20. 11. 1925) – role: Milenec, autor: Pirandello (DVB)
- Už mne vezou (5. 12. 1925) – role: Ostrostřelec Špulka, autoři: Müller, Schlosser, Emil Ar. Longen (DVB, režie: J. Marvan, film – Anton Špelec, ostrostřelec)
- Kasta pro sebe čili Travičská aféra nadporučíka Hofrichtera (22. 12. 1925) – role: Nadporučík, autor: Emil Artur Longen (DVB, film – Pobočník Jeho Výsosti a Adjutant seiner Hoheit)
- U snědeného krámu (18. 1. 1926) – role: Rytmistr Kylliján, autoři: Herrmann, R. Pohorská (DVB, film – U snědeného krámu)
- Princ Schwindelgrätz (12. 2. 1926) – role: Princ Schwindelgrätz, autoři: Bill, Feigel, Tschupik (DVB)
- Kočička (16. 2. 1926) – role: pobuda Vendelín Pleticha, autor: Josef Skružný (DVB, film – Falešná kočička)
- Za pět minut dvanáct (5. 3. 1926) – role: Slombihoudek, autor: Emil Artur Longen (DVB)
- Charleyova teta (12. 4. 1926) – role: Lord Babberley a Charleyova teta, autor: Brandon, (DVB)
- Karlovarská internacionála (30. 4. 1926) – role: Tlumočník, autor: Emil Artur Longen (DVB)
- Censurní zákaz (30. 4. 1926) – role: Jaro Veit, autor: Emil Artur Longen (DVB)
- Čuba baskervilská (12. 5. 1926) – role: Detektiv Šuksla, autoři: Vlasta Burian, E. A. Longen (DVB)
- Už mou milou… (Funebrák), (29. 5. 1926) – role: Funebrák, autor: Emil Artur Longen (DVB, film – Funebrák)
- Skandál v divadle (12. 6. 1926) – role: Švehla, ředitel šmíry, autoři: F. a P. Schönthan (DVB)
- Čtyři na jednu noc je moc (30. 6. 1926) – role: Továrník Kaplan, autor: Arnold (DVB)
- Major Semič (21. 10. 1926) – role: Major Semič, autor: Tschuppik (DVB)
- Mlynář a jeho dítě (30. 10. 1926) – role: Mlynář Rychnovský, autor: Vlasta Burian, Raupach (DVB)
- V páře (V parní lázni), (16. 11. 1926) – role: ?, autor: Hans Regina von Nack (DVB)
- Cos mi to udělala? (16. 11. 1926) – role: ?, autor: Vlasta Burian (DVB)
- Dědečkem proti své vůli (30. 11. 1926) – role: ?, autor: Zavřel (hráno ve Švandově divadle – j.h.)
- Přerušená svatební noc (13. 12. 1926) – role: ?, autoři: Arnold a Bach (DVB)
- Nehoupej mě! (31. 12. 1926) – role: Pimperton, autoři: Vlasta Burian a Emil Artur Longen (DVB)
- Finfrlíne, jen do toho! (31. 12. 1926) – role: Finfrlín Ptáček, autoři: Arnold a Bach (DVB)
- Pohádky pro dospělé (9., 16., 23. 1. 1927) – role: Vypravěč, autor: Vlasta Burian (hráno v Radiopaláci)
- Forbes a Čejčl (18. 2. 1927) – role: Forbes a Čejčl, autoři: Vlasta Burian, E.A. Longen aj. (DVB, od ledna bylo z divadla odstraněno stolové zařízení – kvůli přeměně z kabaretu na divadlo)
- Kontrolor spacích vagónů (únor 1927) – role: Kontrolor (hráno ve Švandově divadle, Burian hrál jako host – j.h.)
- Pst! Tondo zabrzdi! (únor 1927) – role: Antonín (hráno ve Vinohradské zpěvohře, Burian hrál jako host – j.h.)
- Osud trůnu Habsburského (17. 3. 1927) – role: Kníže Fichtenberg, autor: Emil Artur Longen (DVB)
- Masér v dámské lázni (26. 4. 1927) – role: Masér, autor: Wig (DVB)
- U bílého koníčka (23. 5. 1927) – role: Továrník Václav Bartoníček, autor: Blumenthal, Kadelburg (DVB)
- Je to kluk jako buk (Kluk to musí být!), (13. 8. 1927) – role: Trojrole, autoři: Arnold a Bach (DVB)
- C. a K. (26. 9. 1927) – role: Arcivévoda z Vicenzy, autor: Alexander Roda – Roda (DVB, režie: Č. Šlégl, znovu uvedeno 6. 3. 1933 – 88 repríz)
- Dover – Calais (15. 10. 1927) – role: Patrik Sandercroft, majitel přepychové jachty, autor: Berstl (DVB, pokus hraní s A. Sedláčkovou – špatné recenze)
- Tažní ptáci (9. 11. 1927) – role: Ředitel Kostečka, autor: Karel Želenský (DVB)
- Z Prahy do Bratislavy za 365 dní (19. 11. 1927) – role: Mikulášek, autoři: Jaroslav Hašek a Kisch (DVB)
- Viktorie (26. 11. 1927) – role: ?, autor: Maugham (DVB, opět s A. Sedláčkovou)
- Nudle (9. 12. 1927) – role: Továrník Servác Pipr, autoři: Arnold a Bach (DVB)
- Napříč Prahou (31. 12. 1927) – role: Průvodce, autor: Vlasta Burian aj. (hráno v Radiopaláci)
- Boxer na kamnech (31. 1. 1928) – role: Boxer (DVB)
- Princ Schanzenberg u pumpy (24. 2. 1928) – role: Princ Artur Schanzenberg, autor: Longen (DVB)
- Překvapení v posteli (13. 4. 1928) – role: Továrník Joachim Matějíček, autor: Anger (poslední představení DVB v Adrii bylo 20. 5. 1928)
- Mořská panna (17. 8. 1928) – role: ?, autor: Štolba (zahajovací představení DVB ve Švandově divadle na Smíchově)
- Foukni do svíčky (7. 9. 1928) – role: Chemik Allington, autoři: Evans a Valentine (DVB)
- Honza v zakletém zámku (15. 9. 1928) – role: Honza, autoři: Vlasta Burian a Baldessari (DVB)
- Jim Ťuntě, mistr zločinu (8. 10. 1928) – role: Jacgues Moluchet, autor: Gulton (DVB)
- Nemáte děti na prodej? aneb Naše miminko (2. 11. 1928) – role: Jimmy Jinks, autor: Mayo (DVB)
- Bouračka (21. 11. 1928) – role: ?, autor: Piskoř (DVB)
- Pod dozorem věřitelů (To neznáte Hadimršku), (11. 12. 1928) – role: Eduard Jeřábek (Popelec Hadimrška), autoři: Arnold a Bach, hráno i v roce 1931 – 190 repríz, film – To neznáte Hadimršku a Unter Geschäftsaufsicht /Wehe, wenn er losgelassen/)
- Už mne vezou (24. 5. 1929) – role: Ostrostřelec Špulka, autoři: Müller, Schlosser a Emil Ar. Longen (DVB, film – Anton Špelec, ostrostřelec)
- Kostelní myš (16. 8. 1929) – role: Gordon – Lubič, prezident banky, autor: Fodor (DVB)
- C. K. polní maršálek (1. 9. 1929) – role: Šebestián Katzelmacher, c. k. setník v. v., autor: Emil Artur Longen (DVB, film – C. a K. polní maršálek, K. und K. Feldmarschall /Der Falsche Feldmarschall/ a Monsieur le Maréchal)
- Aj, aj, aj! (Ahoj na neděli), (15. 11. 1929) – role: Odborový rada Rumpál, autoři: Arnold a Bach (170 repríz, DVB)
- Nezralé ovoce (31. 12. 1929) – role: Lord Steeple, autoři: Savoir, Théry, Maurey a Gignoux (DVB)
- Sonny boy (11. 4. 1930) – role: Radůz Hacafán, majitel domu, autoři: Lamp a Jacoby (DVB)
- Utopil se Čuřila (15. 8. 1930) – role: Vinárník Čuřila Jakobovič, autoři: Monezy a Quilton (DVB)
- Hulla di Bulla (19. 9. 1930) – role: Filmový statista Papendekl, autoři: Arnold a Bach (DVB)
- Vojno povol… hej rup! (21. 11. 1930) – role: Infanterista Petržel, autor: Havelka (poslední představení DVB ve Švandově divadle)
- To dokáže Lemlíček (19. 12. 1930) – role: Dvojník krále Lemlíček, autoři: Hugo Vavris a Lažanská (zahajovací představení DVB v paláci Báňské a hutní společnosti, Lazarská 7., film – Lelíček ve službách Sherlocka Holmese a Le Roi bis)
- Spodnička aneb 100 let podmínečně (27. 2. 1931) – role: Soudní rada Ignác Štěbenec (Kamenec), autoři: Horst, Wolfgang a E. A. Longen (DVB, znovu hráno 10. 11. 1939, nenatočený film – Nepřítel žen – Der Weiberfeind)
- Mluvící nemluvňata (10. 5. 1931) – role: Drogista Hazuka, autor: Kavánek (DVB)
- Jako poslední čundr (4. 9. 1931) – role: Letec lord Abel Selman, autor: Špelec (DVB)
- Hajný v lese usnul (23. 10. 1931) – role: Hajný Hundršmonc, autoři: Vlasta Burian a Longen (DVB)
- Konto X (Ducháček to zařídí), (20. 11. 1931) – role: Jan Damián Ducháček, autoři: Bernauer, Österreicher (DVB, režie: Vlasta Burian, film – Ducháček to zařídí)
- Veřejné pohoršení (26. 3. 1932) – role: Vincenc Bublík, autor: Arnold (DVB)
- Jak Kašpárek v jednom hradě strašil krále na zahradě (7. 5. 1932) – role: Kašpárek, autor:Sandtner (DVB)
- Hadrián z Římsů (27. 8. 1932) – role: Zbrojnoš a trempíř Srpoš, autor: Klicpera (DVB)
- V tlamě velryby (5. 10. 1932) – role: Eman Vovísek, st. a ml. strýc Jonáš, autoři: Longen, Roberts a Friedmann (DVB, původně premiéra 30. 9. 1932, film – Nezlobte dědečka)
- Kozderka to prozradí (2. 12. 1932) – role: Kozderka (DVB)
- Poslušně melduju, že rukuju (31. 12. 1932) – role: Dvojrole, autor: Havelka aj. (DVB)
- …zůstane to mezi námi (24. 2. 1933) – role: Lékárnický provizor a vynálezce Silvestr Patín, autor: Albert (DVB)
- Generál Babka (7. 4. 1933) – role: Generál Babka, autoři: Holton a Reiman (DVB)
- Přednosta stanice (1. 9. 1933) – role: Ťopka, autoři: Nancey a Monezy – Eon (DVB, film – Přednosta stanice)
- Komu Bůh dá úřad… (7. 12. 1933) – role: Kancelista Rampada, autor: Lichtenberg (DVB)
- Sanatorium doktora Hormona (31. 12. 1933) – role: on sám – Burian (2. zloděj), autoři: Vlasta Burian, Jan Werich a Jiří Voskovec (DVB a Osvobozené divadlo, silvestrovské představení, hráno pouze 2x a to ve 2 divadlech)
- Ulice zpívá (31. 8. 1934) – role: Lidový harmonikář Emil Beruška, autor: Schurek (DVB, hráno i v roce 1941 – 1942 – 300 repríz, film – Ulice zpívá)
- Pronajme se balkon (14. 12. 1934) – role: Croissant, autoři: Nancey a Armont (DVB)
- Mušketýři z katakomb (1. 3. 1935) – role: Oficiál Bohrmann, autoři: Davis a Kareš (DVB, film – Katakomby)
- Vláda padla (30. 8. 1935) – role: Čistič stok Plašimuška, autoři: Kolb a Beliéres (DVB)
- Ryba a host třetí den… (25. 10. 1935) – role: Oběť restrikce Boleslav Píďalka berní kontrolor v. v. autor: Kareš (DVB)
- Čertovo kolo (31. 12. 1935) – role: Trafikant a válečný poškozenec Pajplíček, autoři: Schwerling a Robinson (DVB)
- Ruce vzhůru! (28. 8. 1936) – role: Čsl. vystěhovalec Bořivoj Čilimník, autoři: Kareš a Nack (DVB)
- U pokladny stál… (23. 10. 1936) – role: Pojištěnec Kryštof Rozruch, autor: MUDr. Jiří Verner (DVB, znovu hráno v roce 1938 – 160 repríz, film – U pokladny stál…)
- Papej a nedrob! (31. 12. 1936) – role: Dětská role, autoři: Kable a Howard (DVB, pouze o Silvestru)
- Manželství po kapkách (26. 2. 1937) – role: Manžel, autoři: Lenz a Roberts (DVB, s M. Valentovou)
- Čtyři párky s hořčicí (20. 4. 1937) – role: Továrník Větrník, autoři: Arnold a Bach (DVB)
- Případ revizora Kožulína (3. 9. 1937) – role: Vrchní oficiál a vlakový revizor Severin Kožulín, autor: Zoulek (DVB)
- Pučalka, člověk naměkko (22. 10. 1937) – role: Stavitelský kreslič Duchoslav Pučalek (DVB)
- Aj, aj, aj! (Ahoj na neděli), (30. 10. 1937) – role: Rada Šušlar, autoři: Arnold, Bach (DVB, 310 repríz)
- Rozkaz, pane ministře! (2. 9. 1938) – role: Oficiál Pifka, autor: MUDr. Jiří Verner (DVB)
- Navoněná primadona (25. 11. 1938) – role: Oficiál Červíček (brankář Pírko), autor: Synek (DVB, n.)
- Svátek věřitelů (31. 3. 1939) – role: Pokladník Kolčava, autor: Piskoř (DVB)
- Za peníze všechno (1. 9. 1939) – role: Bohatý obchodník Jovan Jakotič, autor: Nušič (DVB)
- To byl český muzikant (13. 3. 1940) – role: „Řídící“ bálu (hráno v Lucerně)
- Provdám svou ženu (19. 4. 1940) – role: Profesor botaniky Blahomrav Ducánek, autoři: Hořejší, Lébl aj. (DVB – 130 repríz, film – Provdám svou ženu)
- Palackého třída 27 (17. 10. 1940) – role: Mistr obuvnický Muchomír Kulíšek, autor: Šamberk (DVB)
- Jedenácté přikázání (7. 2. 1941) – role: Soustružník, velitel hasičů a ostrostřelců Bartoloměj Pecka, autor: Šamberk (DVB – 280 repríz)
- Prodaný dědeček (7. 8. 1942) – role: Dědeček, autor: Hamik (DVB)
- Když kocour není doma (23. 8. 1943) – role: Komerční rada Viktor Felix, autor: Neuner (DVB, hráno do 15. 6. 1944 – 350 repríz, sezónu 1944/45 už DVB nezahájilo, po 9. 5. 1945 bylo DVB závodní radou přeměněno na Divadlo kolektivní tvorby – už bez Vlasty Buriana, měl totiž zakázáno hrát)
- Prodaná nevěsta (24. 11. 1943) – role: Principál komediantů, autor: Bedřich Smetana (hráno v Národním divadle, Burian hrál jako host – j.h. ve 4 reprízách)

### Vystupování po válce – po zrušení zákazu vystupování až do smrti
- Palackého třída 27 (květen 1950) – role: Mistr obuvnický Muchomír Kulíšek, autor: Šamberk (hráno v Městském divadle v Kladně, Burian hrál jako host – j.h.)
- Nebe na zemi (21. 12. 1950) – role: Horácius Darda, autoři: Jiří Voskovec a Jan Werich (hráno v Divadle v Karlíně)
- Smetanova síň (31. 12. 1950) – role: On sám, autor: Vlasta Burian (hráno v Obecním domě)
- V advokátní poradně (leden 1951) – role: Žadatel, autoři: Vlasta Burian a Duschner (Zájezdy)
- Na nádraží (leden 1951) – role: Cestující, autor: Vlasta Burian (Zájezdy)
- Akulina (23. 5. 1951) – role: Bohatý statkář Berestov, autoři: Kovner a Adujev (Divadlo v Karlíně)
- Paní Marjánka, matka pluku (7. 12. 1951) – role: Šikovatel Sekáček, autoři: Josef Kajetán Tyl a Trojan (Divadlo v Karlíně)
- Schovávaná na schodech (4. 6. 1952) – role: Mosquito, autor: Nezval (Divadlo v Karlíně)
- Zlý duch Lumpacivagabundus (18. 10. 1952) – role: Krejčí Jehlička, autor: Nestroy (Div. v Karlíně)
- Humor a smích (29. 1. 1953) – role: On sám, autor: Vlasta Burian (hráno v Lucerně)
- Dnes se nemračíme (26. 2. 1953) – role: On sám, autor: Vlasta Burian (hráno v Lucerně)
- Tři mušketýři (8. 5. 1953) – role: Porthos, autoři: Dumas a Nezval (Divadlo v Karlíně)
- Zavinil to Ferkl (16. 10. 1953) – role: Florián Ferk, autor: Zrotal (Divadlo v Karlíně, jedna z jeho posledních rolí, od teď pouze vystupování na Estrádách, až do smrti)
- Srážka vlaků (prosinec 1953) – role: Čekatel, autoři: Vlasta Burian a Jiří Dréman (Divadlo estrády)
- V ordinaci psychiatrově (prosinec 1953) – role: Pacient, autor: Vlasta Burian (Zájezdy)
- Vteřiny před startem (14. 4. 1955) – role: On sám, autor: Vlasta Burian (hráno v Lucerně)
- 150 minut hudby, zpěvu, humoru (15. 9. 1956) – role: On sám, autor: Vlasta Burian (hráno v Ostravském zim. stadioně)
- Lidé pod drobnohledem (prosinec 1956 – leden 1957) – role: ? (hráno v divadle Malá scéna, režie: Vlasta Burian a L. Mrnků)
- Novoroční kabaret (1. 1. 1957) – role: On sám, autor: Vlasta Burian (hráno v Lucerně)
- Smějeme se o ceny (4. 2. 1957) – role: On sám, autor: Vlasta Burian (hráno v Lucerně)
- 70 let Vlasty Buriana (11., 28. a 30. 4. 1961) – role: On sám, autor: Vlasta Burian (hráno v Radiopaláci)
- Estrády (1953 – 1962) – role: On sám, autor: Vlasta Burian (hráno na různých místech v republice jeho úplně poslední představení bylo na severu Čech, jen pár dní před smrtí…)

### Autor
- Opera (po r. 1909) – autor: Vlasta Burian
- Řecko – římský zápas se židlí (po r. 1910) – autor: Vlasta Burian
- Box (po r. 1912) – autor: Vlasta Burian
- Italská opera (1914) – autor: Vlasta Burian, spolu s Daliborem Ptákem
- Muž s penkalou (1916) – autor: Vlasta Burian
- Národy (1916) – autor: Vlasta Burian
- Hudební nástroje (1916) – autor: Vlasta Burian
- Přípitky (1916) – autor: Vlasta Burian
- ZOO (1916) – autor: Vlasta Burian
- Parodie kolegů (16. 1. 1917) – autor: Vlasta Burian
- Hrůzy války (16. 1. 1918) – autor: Vlasta Burian
- Na vysokém dubě čili Svatební košile (1918) – autor: Vlasta Burian
- Pouliční zpěváci (1. 4. 1918) – autor: Vlasta Burian
- Parodie (1. 4. 1919) – autor: Vlasta Burian
- Burian – Zázračné dítě (7. 5. 1920) – autor: Vlasta Burian
- Vdovec (17. 3. 1921) – autor: Vlasta Burian, spolu s Karlem Hašlerem
- Burian – Pouze u nás (1. 10. 1920) – autor: Vlasta Burian
- Burian boxuje (1. 11. 1920) – autor: Vlasta Burian
- Veřejná soutěž pro filmování (22. 5. 1921) – autor: Vlasta Burian
- Ach, ten tyátr! (17. 6. 1921) – autor: Vlasta Burian, společně s Daliborem Ptákem
- § 733 – A – B – 00 (13. 7. 1921) – autor: Vlasta Burian
- Polovina (28. 8. 1921) – autor: Vlasta Burian, společně s Jiřím Červeným a Daliborem Ptákem
- Svěcení praporu (4. 10. 1921) – autor: Vlasta Buran, společně s Paulem
- Aviatik (1. 4. 1922) – autor: Vlasta Burian
- Burian v ráji (1. 2. 1923) – autor: Vlasta Burian
- Srážka vlaků (Čekatel bolestného), (květen 1924) – autor: Vlasta Burian, spolu s Jiřím Drémanem
- Neviditelný Vlasta Burian (1. 9. 1925) – autor: Vlasta Burian, společně s Emilem Art. Longenen
- Čuba baskervilská (12. 5. 1926) – autor: Vlasta Burian, společně s Emilem Arturem Longenem
- Mlynář a jeho dítě (30. 10. 1926) – autor: Vlasta Burian, společně s Raupachem
- Cos mi to udělala? (16. 11. 1926) – autor: Vlasta Burian
- Nehoupej mě! (31. 12. 1926) – autor: Vlasta Burian, společně s Emilem Arturem Longenem
- Pohádky pro dospělé (9., 16., 23. 1. 1927) – autor: Vlasta Burian
- Forbes a Čejčl (18. 2. 1927) – autor: Vlasta Burian, společně s Emilem Arturem Longenem aj.
- Napříč Prahou (31. 12. 1927) – autor: Vlasta Burian aj.
- Honza v zakletém zámku (15. 9. 1928) – autor: Vlasta Burian, společně s Baldessarinem
- Hajný v lese usnul (23. 10. 1931) – autor: Vlasta Burian, společně s Emilem Arturem Longenem
- Sanatorium doktora Hormona (31. 12. 1933) – autoři: Vlasta Burian, Jan Werich a Jiří Voskovec
- Smetanova síň (31. 12. 1950) – autor: Vlasta Burian
- V advokátní poradně (leden 1951) – autoři: Vlasta Burian, společně s Duschnerem
- Na nádraží (leden 1951) – autor: Vlasta Burian
- Humor a smích (29. 1. 1953) – autor: Vlasta Burian
- Dnes se nemračíme (26. 2. 1953) – autor: Vlasta Burian
- Srážka vlaků (prosinec 1953) – autoři: Vlasta Burian, spolu s Jiřím Drémanem
- V ordinaci psychiatrově (prosinec 1953) – autor: Vlasta Burian
- Vteřiny před startem (14. 4. 1955) – autor: Vlasta Burian
- 150 minut hudby, zpěvu, humoru (15. 9. 1956) – autor: Vlasta Burian
- Novoroční kabaret (1. 1. 1957) – autor: Vlasta Burian
- Smějeme se o ceny (4. 2. 1957) – autor: Vlasta Burian
- 70 let Vlasty Buriana (11., 28. a 30. 4. 1961) – autor: Vlasta Burian
- Estrády (1953 – 1962) – autor: Vlasta Burian

### Režisér
- Člověk v kleci (4. 11. 1925) – režie: Vlasta Burian
- Ich melde (4. 11. 1925) – režie: Vlasta Burian
- Konto X (Ducháček to zařídí), (20. 11. 1931) – režie: Vlasta Burian
- Lidé pod drobnohledem (prosinec 1956 – leden 1957) – režie: Vlasta Burian, společně s L. Mrnků

### Zakázané nebo kvůli cenzuře přepracované hry
- Deset dialogů (25. 2. 1926) – role: ?, autor: A. Schnitzlera (tuto hru cenzura zakázala)
- Až potud – a dost! (1938) – role: Oficiál Červíček (Brankář Pírko), autor: Synek (hra neprošla cenzurou a proto musela být přepracovaná, poté byla hrána v nové verzi jako Navoněná primadona)

## Diskografie Vlasty Buriana

### Na deskách His Master's Voice (78 otáček)
- Vdovec (1. díl), (1923) – role: Vlasta Burian, autor: Vlasta Burian (AM 304)
- Vdovec (2. díl), (1923) – role: Vlasta Burian, autor: Vlasta Burian (AM 304)
- Aviatik (1. díl), (1923) – role: role: Vlasta Burian, autor: Vlasta Burian (AM 305)
- Aviatik (2. díl), (1927) – role: role: Vlasta Burian, autor: Vlasta Burian (AM 305)
- Kadlata (1923) – role: Vlasta Burian, autor: Vlasta Burian (AM 306)
- Píseň uchňachňaná (1923) – role: Vlasta Burian, autor: Vlasta Burian (AM 306)
- Písnička o tom vltavským korytě (1927) – role: Vlasta Burian, autor: Ruda Jurist (AM 801)
- Burian v obrazárně (smích), (1927) – role: Vlasta Burian, autor: Vlasta Burian (AM 801)
- Balada krve, rozkoše a smrti (1927) – role: Vlasta Burian, autor: Eduard Bass (AM 800)
- Automobilista (1927) – role: Vlasta Burian, autor: Vlasta Burian (AM 802)
- Zamotaná balada (1927) – role: Vlasta Burian, autor: Vlasta Burian (AM 802)
- Burian cestující (1928) – role: Vlasta Burian, autor: Vlasta Burian (AM 803)
- Burian ve škole (1928) – role: Učitel a žáci, autor: Vlasta Burian (AM 803)
- Slavností řeči (1. díl), (1928) – role: Vlasta Burian, autor: Vlasta Burian(AM 804)
- Slavností řeči (2. díl), (1928) – role: Vlasta Burian, autor: Vlasta Burian (AM 804)
- Můra (1929) – role: Vlasta Burian, autoři: Jan Liška, Alois Tichý, Ludvík Ratolístka (AM 2056)
- Zahradník z Podola (1929) – role: Vlasta Burian, autoři: Vlasta Burian a Jiří Červený (AM 2056)
- Chytrý Číňan (1929) – role: Vlasta Burian, autoři: Sydney John a Zimmer (AM 2057)
- Na selském bále (1929) – role: Vlasta Burian, autor: Charley Balling (AM 2057)
- Italská opera (1. díl), (1929) – role: Vlasta Burian, autoři: Vlasta Burian a Dalibor Pták (AM 2058)
- Italská opera (2. díl), (1929) – role: Vlasta Burian, autoři: Vlasta Burian a Dalibor Pták (AM 2058)
- Svěcení praporu (1929) – role: Vlasta Burian, autor: Vlasta Burian (AM 2059)
- Vlasta s kytkou (1929) – role: Vlasta Burian, autoři: O. Brien a Alois Tichý (AM 2059)
- Hyena (1929) – role: Vlasta Burian, autor: Jiří Červený (AM 2060)
- Pozor, kropice! (1929) – role: Vlasta Burian, autor: Vlasta Burian (AM 2060)
- C. a k. polní maršálek (německy), (1930) – role: Vlasta Burian (AM 3121)
- Weinlied (německy), (1930) – role: Vlasta Burian, autoři: Jára Beneš, H. R. von Nack (AM 3121)
- C. a k. polní maršálek (1930) – role: Vlasta Burian, autor: Jára Beneš (AM 3122)
- Chuchajda (1930) – role: Vlasta Burian, autor: Vlasta Burian (AM 3122)
- Kravička a voleček (1930) – role: Vlasta Burian, autor: Vlasta Burian (AM 3347)
- Pahorek (1930) – role: Vlasta Burian, autor: Vlasta Burian (AM 3347)
- A co potom? (1930) – role: Vlasta Burian, autor: Vlasta Burian (AM 3348)
- Hople – pople (1930) – role: Vlasta Burian, autoři: Eman Fiala a Karel Tobis (AM 3348)
- Popletená píseň (1930) – role: Vlasta Burian, autor: Vlasta Burian (AM 4399)
- Burian v obrazárně (smích), (1930) – role: Vlasta Burian, autor: Vlasta Burian (AM 4399)
- To neznáte hadimršku (1932) – role: Vlasta Burian, autoři: J.Beneš,E.Brožík, F.Vodička (AM 3705)
- Růžové psaníčko (1932) – role: Vlasta Burian, autoři: Jar. Beneš, E. Brožík, F. Vodička (AM 3705)
- Hadimrška v civilu (1932) – role: Vlasta Burian – nevydáno
- Mě koupali co děcko v horké lázni (1932) – role: Vlasta Burian, autoři: Bedřich Kerten, Jarka Mottl (AM 3706)
- Když jsem šla na trávu (1932) – role: Vlasta Burian, autoři: J. Kovář, Emanuel Brožík (AM 3706)
- Portorico (1932) – role: Vlasta Burian, autoři: Josef Kumok, Fr. Vodička a Karel Tobis (AM 3914)
- Rosita, Rosita (1932) – role: Vlasta Burian, autoři: Josef Kumok, Fr. Vodička a K. Tobis (AM 3914)
- Ta naše kolej (1932) – role: Vlasta Burian, autoři: Eman Fiala a Jarka Mottl (AM 3991)
- Mládenci sláva (1932) – role: Vlasta Burian, autoři: Eman Fiala a Jarka Mottl (AM 3991)
- A další…

### Na deskách Ultraphon (78 otáček)
- Já mám v lese doubeček (1932) – role: Vlasta Burian, autoři: Eman Fiala a Jarka Mottl (A 10534)
- Píseň o duchu (1932) – role: Vlasta Burian, autoři: Eman Fiala a Jarka Mottl (A 10534)
- Anton Špelec, ostrostřelec (1932) – role: Vlasta Burian, autoři: Jára Beneš a Jarka Mottl (B 10585)
- Už to máme hotový (1932) – role: Vlasta Burian, autoři: Jára Beneš a Jarka Mottl (B 10585)
- Cestička k srdci (1933) – role: Vlasta Burian, autor: Otto Lampel (B 10727)
- Chceš-li k ženě jíti (1933) – role: Vlasta Burian, autor: Otto Lampel (B 10727)
- Kupředu, kupředu! (1. díl), (1933) – role: Vlasta Burian, autor: Otto Lampel (B 10728)
- Kupředu, kupředu! (2. díl), (1933) – role: Vlasta Burian, autor: Otto Lampel (B 10728)
- In Italien (1935) – role: Vlasta Burian, autor: Karel Hašler (B 10750)
- Vlakový fox (1935) – role: Vlasta Burian, autor: Otto Lampel (B 10750)
- A další…

### Na deskách Supraphon (78 otáček)
- Kůň vojína Hlinomaze (1. díl), (1952) – role: Vlasta Burian, autor: Vratislav Blažek (20001 – M)
- Kůň vojína Hlinomaze (2. díl), (1952) – role: Vlasta Burian, autor: Vratislav Blažek (20001 – M)
- Zamotané příbuzenstvo (1. díl), (1952) – role: Vlasta Burian, autor: Vlasta Burian (20002 – M)
- Zamotané příbuzenstvo (2. díl), (1952) – role: Vlasta Burian, autor: Vlasta Burian (20002 – M)
- Kos – soudnička (1. díl), (1952) – role: Vlasta Burian, autor: František Němec (20003 – M)
- Kos – soudnička (2. díl), (1952) – role: Vlasta Burian, autor: František Němec (20003 – M)
- Fraktura a abatyše (1. díl), (1952) – role: Vlasta Burian, autor: František Němec (20004 – M)
- Fraktura a abatyše (2. díl), (1952) – role: Vlasta Burian, autor: František Němec (20004 – M)
- Fraktura a abatyše (3. díl), (1952) – role: Vlasta Burian, autor: František Němec (20005 – M)
- Fraktura a abatyše (4. díl), (1952) – role: Vlasta Burian, autor: František Němec (20005 – M)
- Vařím si vejce na měkko (1. díl), (1952) – role: Vlasta Burian, autor: Jaroslav Hašek (20006 – M)
- Vařím si vejce na měkko (2. díl), (1952) – role: Vlasta Burian, autor: Jaroslav Hašek (20006 – M)
- Reformní snahy barona Kleinhampla (1. díl), (1952) – role:Vlasta Burian,autor:J.Hašek (20007–M)
- Reformní snahy barona Kleinhampla (2. díl), (1952) – role:Vlasta Burian,autor:J.Hašek (20007–M)
- Reformní snahy barona Kleinhampla (3. díl), (1952) – role:Vlasta Burian,autor:J.Hašek (20008–M)
- Reformní snahy barona Kleinhampla (4. díl), (1952) – role:Vlasta Burian,autor:J.Hašek (20008–M)
- Smích (1952) – role: Vlasta Burian, autor: Vlasta Burian (20009 – M)
- Dědeček pokračuje (1952) – role: Vlasta Burian, autor: Vlasta Burian (20009 – M)
- Hovor s malým Mílou (1. díl), (1952) – role: Vlasta Burian, autor: Jaroslav Hašek (20010 – M)
- Hovor s malým Mílou (2. díl), (1952) – role: Vlasta Burian, autor: Jaroslav Hašek (20010 – M)
- Zvířata mám rád (1. díl), (1952) – role: Vlasta Burian, autor: Vratislav Blažek (20011 – M)
- Zvířata mám rád (2. díl), (1952) – role: Vlasta Burian, autor: Vratislav Blažek (20011 – M)
- Zvířata mám rád (3. díl), (1952) – role: Vlasta Burian, autor: Vratislav Blažek (20012 – M)
- Zvířata mám rád (4. díl), (1952) – role: Vlasta Burian, autor: Vratislav Blažek (20012 – M)
- Jednou budem v stejném šatě (1952) – role: Vlasta Burian, autoři: V.Trojan a J.K. Tyl (51529 – M)
- Ta zdejší hospoda (1952) – role: Vlasta Burian, autoři: Václav Trojan a Josef K. Tyl (51531 – M)
- Když budem spolu jednu neděli (1952) – role: Vlasta Burian, autoři: V.Trojan, J.K. Tyl (51531 – M)
- Já mám děvče z Granady (1952) – role: Vlasta Burian, autor: V. Nezval (51534 – M)
- Píseň o soše (1952) – role: Vlasta Burian, autor: V. Nezval (51534 – M)
- Zpropadené schody (1952) – role: Vlasta Burian, autor: V. Nezval (51534 – M)
- A další…

### Na deskách Supraphon (33 otáček)
- Švejk sluhou u polního kuráta (1953) – role: polní kurát Katz, autor: Jaroslav Hašek (DV 15021)
- V ordinaci psychiatrově (1953) – role: Vlasta Burian, autor: Vlasta Burian (DV 15051)
- A další…

### Reedice jeho desek od Supraphonu
- Italská opera (1966) – Dějiny českého divadla – zvuková dokumentace (O 29 0551 – 4)
- Vlasta Burian ve zvukových vzpomínkách (1966) – V italské opeře, Ve škole, Na řečnické tribuně, Na cestách, Při svěcení praporů, Jako C. a k. polní maršálek
- Vlasta Burian snímky z let 1951 – 1957 (1966) – V advokátní poradně, Na nádraží, Smích
- Vlasta Burian ve filmových veselohrách (1970) – Anton Špelec, ostrostřelec, Tři vejce do skla
- Jak je neznáme aneb Známí herci jako zpěváci (1972) – Chaloupka s paloukem, Ta zdejší hospoda
- Kabaret u dobré pohody (2. díl), (1979) – autor: Vlasta Burian (nová scénka Na nádraží)
- Perličky stříbrného plátna (1981) – Přednosta stanice, autoři: Jára Beneš a L. Brom
- Humor Vlasty Buriana (1. díl), (1983) – desítky scének (viz scénky popsané nahoře)
- Humor Vlasty Buriana (2. díl), (1986) – scénky z několika filmů
- A další…

### Na audio kazetách (MC)
- Vlasta Burian zpívá písničky z filmů (1991) – písničky z všech jeho filmů (vydal Supraphon)
- Pohádky Vlasty Buriana vypráví Jiří Krampol (1999) – Úvod, O koloběžce, O Dalamánkovi, Prášek smíchu, O bramborách, autor: Vlasta Burian (vydal VAŠKO MUSIC)
- A další…

### Na CD
- Písničky z biografu (1994) – písně: To u nás v Petrohradě, Oči černé, Pozvala mě jedna kněžna do kiosku, In Italien, Rosita, Rosita, Gratulace (vydal Venkow Records)
- Já mám ráda komiky – Jitka Molavcová (1994) – J. M. zpívá píseň Přednosta st. (vydal Multisonic)
- Když do diskrétních cukrárny stěn aneb Dvacetkrát zpívající herci (1996) – Rosita, Rosita (vydal Ultraphon)
- To neznáte Hadimršku – Hity Vlasty Buriana (1. díl), (1996) – desítky jeho písniček (vydal Supraphon)
- Přednosta stanice – Hity Vlasty Buriana (2. díl), (1996) – desítky jeho písniček (vydal Supraphon)
- Vlasta Burian v rádiu /1938 – 1957/, (1997) – Kuplet principála,… (viz Burian v rádiu, vydal Český rozhlas)
- In Italien – Hity Vlasty Buriana (3. díl), (1999) – desítky jeho písniček (vydal Supraphon)
- Silvestr 2000 (2. díl), (1999) – V advokátní poradně (vydal Český rozhlas – RADIOSERVIS)
- Zlato českého humoru (2004) – Zamotané příbuzenstvo a Smích, autor: Vlasta Burian (vydal Supraphon)
- Vlasta s kytkou (2004) – několik desítek výstupů a písniček (vydal FR centrum, František Rychtařík))
- Vlasta Burian – To nejlepší (2005) – několik desítek výstupů a písniček (vydal Supraphon)
- A další…

(dohromady všech desek: 108!!!)

### Autor
- Vdovec (1. díl), (1923) – autor: Vlasta Burian
- Vdovec (2. díl), (1923) – autor: Vlasta Burian
- Aviatik (1. díl), (1923) – autor: Vlasta Burian
- Aviatik (2. díl), (1927) – autor: Vlasta Burian
- Kadlata (1923) – autor: Vlasta Burian
- Píseň uchňachňaná (1923) – autor: Vlasta Burian
- Burian v obrazárně (smích), (1927) – autor: Vlasta Burian
- Automobilista (1927) – autor: Vlasta Burian
- Zamotaná balada (1927) – autor: Vlasta Burian
- Burian cestující (1928) – autor: Vlasta Burian
- Burian ve škole (1928) – autor: Vlasta Burian
- Slavností řeči (1. díl), (1928) – autor: Vlasta Burian
- Slavností řeči (2. díl), (1928) – autor: Vlasta Burian
- Zahradník z Podola (1929) – autor: Vlasta Burian, spolu s: Jiřím Červeným
- Italská opera (1. díl), (1929) – autor: Vlasta Burian, spolu s: Daliborem Ptákem
- Italská opera (2. díl), (1929) – autor: Vlasta Burian, spolu s: Daliborem Ptákem
- Svěcení praporu (1929) – autor: Vlasta Burian
- Pozor, kropice! (1929) – autor: Vlasta Burian
- Chuchajda (1930) – autor: Vlasta Burian
- Kravička a voleček (1930) – autor: Vlasta Burian
- Pahorek (1930) – autor: Vlasta Burian
- A co potom? (1930) – autor: Vlasta Burian
- Popletená píseň (1930) – autor: Vlasta Burian
- Burian v obrazárně (smích), (1930) – autor: Vlasta Burian
- Zamotané příbuzenstvo (1. díl), (1952) – autor: Vlasta Burian
- Zamotané příbuzenstvo (2. díl), (1952) – autor: Vlasta Burian
- Smích (1952) – autor: Vlasta Burian
- Dědeček pokračuje (1952) – autor: Vlasta Burian
- V ordinaci psychiatrově (1953) – autor: Vlasta Burian
- Italská opera (1966) – autor: Vlasta Burian, spolu s Daliborem Ptákem
- Vlasta Burian ve zvukových vzpomínkách (1966) – autor: Vlasta Burian
- Vlasta Burian snímky z let 1951 – 1957 (1966) – autor: Vlasta Burian
- Kabaret u dobré pohody (2. díl), (1979) – autor: Vlasta Burian
- Humor Vlasty Buriana (1. díl), (1983) – autor: Vlasta Burian
- Humor Vlasty Buriana (2. díl), (1986) – autor: Vlasta Burian
- Pohádky Vlasty Buriana vypráví Jiří Krampol (1999) – autor: Vlasta Burian
- To neznáte Hadimršku – Hity Vlasty Buriana (1. díl), (1996) – autor: Vlasta Burian
- Přednosta stanice – Hity Vlasty Buriana (2. díl), (1996) – autor: Vlasta Burian
- Vlasta Burian v rádiu /1938 – 1957/, (1997) – autor: Vlasta Burian
- In Italien – Hity Vlasty Buriana (3. díl), (1999) – autor: Vlasta Burian
- Silvestr 2000 (2. díl), (1999) – V advokátní poradně, autor: Vlasta Burian
- Zlato českého humoru (2004) – Zamotané příbuzenstvo a Smích, autor: Vlasta Burian
- Vlasta s kytkou (2004) – autor: Vlasta Burian
- Vlasta Burian – To nejlepší (2005) – autor: Vlasta Burian
- A další…

## Vlasta Burian v rozhlase

### „Hlasatel“ a vystupující
- ? (1925) – role: Vlasta Burian, autor: Vlasta Burian (Burianovo první rozhlasové vystoupení)
- Československý Radiojournal (1925) – role: Vlasta Burian, autor: Vlasta Burian
- Chaloupka s paloukem (asi kolem roku 1932) – role: Zbrojnoš Srpoš, autoři: Jiří Berkovec a Jiří Aplt
- Za krále Jana (asi kolem roku 1932) – role: Zbrojnoš Srpoš, autoři: Jiří Berkovec a Jiří Aplt
- Burian o fotbalu (1938) – role: Hlasatel – Vlasta Burian, autor: Vlasta Burian (rozhlasová fólie)
- Přednáška Vlasty Buriana (1938) – role: Vlasta Burian, autor: Vlasta Burian
- Pohádka „O husičkách“ (1938) – role: Vlasta Burian, autor: Vlasta Burian
- Anténa – Radiojournal (1938) – role: Vlasta Burian, autor: Vlasta Burian
- Hvězdy nad Baltimore (1941) – role: Jan Masaryk, autor: Josef Opuštil (právě za toto vystoupení byl Burian po válce souzen)
- Hlasatel (1944) – role: Uchazeč hlasatel – Vlasta Burian, autor: Vlasta Burian (rozhlasová fólie)
- Kuplet principála (20. 11. 1944) – role: Principál komediantů, autor: Bedřich Smetana z Prodané nevěsty
- Baron Klajnhampl (asi kolem roku 1952) – role: Vypravěč, autor: Vlasta Burian
- Vlasta Burian – houslový virtuóz (31. 12. 1954) – role: Vlasta Burian, autor: Vlasta Burian
- Vlasta Burian žádá o místo houslisty (31. 12. 1955) – role: Vlasta Burian, autor: Vlasta Burian
- Vlasta Burian u fotografa (31. 12. 1957) – role: Vlasta Burian, autor: Vlasta Burian
- Silvestr (1958) – role: Vlasta Burian, autor: Vlasta Burian (rozhlasová fólie)
- A další…

### Autor vystoupení
- ? (1925) – autor: Vlasta Burian
- Československý Radiojournal (1925) – autor: Vlasta Burian
- Burian o fotbalu (1938) – autor: Vlasta Burian
- Přednáška Vlasty Buriana (1938) – autor: Vlasta Burian
- Pohádka „O husičkách“ (1938) – autor: Vlasta Burian
- Anténa – Radiojournal (1938) – autor: Vlasta Burian
- Hlasatel (1944) – autor: Vlasta Burian
- Baron Klajnhampl (asi kolem roku 1952) – autor: Vlasta Burian
- Vlasta Burian – houslový virtuóz (31. 12. 1954) – autor: Vlasta Burian
- Vlasta Burian žádá o místo houslisty (31. 12. 1955) – autor: Vlasta Burian
- Vlasta Burian u fotografa (31. 12. 1957) – autor: Vlasta Burian
- Silvestr (1958) – autor: Vlasta Burian
- A další…